# Alexis Debat
Alexis Debat (né en 1977) est un Français ayant travaillé aux États-Unis comme consultant politique pour divers médias et organismes.

## Biographie
Il a travaillé de 2001 à juin 2007 pour ABC News et pendant un an et demi, jusqu'en septembre 2007, pour la revue The National Interest, où il était directeur du programme de terrorisme et de sécurité nationale. Il faisait aussi partie du Comité des consultants de la revue Politique internationale dirigée par Patrick Wajsman. Debat travaillait en outre, jusqu'en septembre 2007, pour l'institut de sécurité nationale de l'université George Washington, sur un projet d'études sur la radicalisation islamiste en Afghanistan depuis 2005. Depuis 2003, il est intervenu comme « expert » dans Time, U.S. News & World Report, le  National Journal, le Boston Herald, le Los Angeles Times, Associated Press, PBS, etc. Il a aussi écrit des éditoriaux dans le Financial Times et l' International Herald Tribune .
Il a démissionné d'ABC News et du National Interest à la suite de doutes au sujet de son CV (il aurait notamment excipé d'une thèse à la Sorbonne non achevée ni soutenue, et se faisait passer pour un ancien employé du ministère de la Défense) et parce qu'il avait publié des entretiens fictifs d'importantes personnalités dans la revue Politique internationale. Le 14 septembre 2007, le ministère de la Défense a nié l'avoir employé, affirmant qu'il était simplement stagiaire pendant cinq mois en 2000.
À la suite du scandale, Alexis Debat serait « parti à l’étranger sans laisser d’adresse ». Certaines sources à Washington affirment qu'il serait parti dans un pays du Moyen-Orient. Il est en fait resté aux États-Unis et vit aujourd’hui a Los Angeles après avoir changé d’identité (Yves Bergquist).

## Scoop de Rue89 au sujet des pseudo-interviews (septembre 2007)
Le 5 septembre 2007, le site Rue89 révélait qu'il avait signé pour la revue française Politique internationale (pour laquelle il travaillait depuis quatre ans), dirigée par Patrick Wajsman, un certain nombre d'interviews fictives, dont celles de Barack Obama, candidat à l'investiture démocrate aux États-Unis ,, Alan Greenspan, ancien président de la Réserve fédérale, Bill Clinton, ancien président des États-Unis, Nancy Pelosi, présidente de la Chambre des représentants, Michael Bloomberg, Bill Gates et Kofi Annan, l'ancien secrétaire général aux Nations unies. Politique internationale a depuis retiré tous les entretiens et articles signés par Alexis Debat, qui lui-même a démissionné d'ABC News et du National Interest.
Alexis Debat a admis avoir fait une fausse interview de Barack Obama, mais en ce qui concerne les autres interviews, dont il admet aussi le caractère fictif, il rejette pour cela la responsabilité sur la revue Politique internationale. Patrick Wajsman, directeur de Politique internationale, dément cette version, jugeant l'affaire « surréaliste » . Politique internationale a déclaré qu'ABC News les avaient informés au sujet de Debat — bien qu'ils n'aient retiré leur entretien de Barack Obama qu'à suite du scoop de Rue89. Patrick Wajsman a annoncé qu'il allait porter plainte contre Debat. Debat, pour sa part, a affirmé qu'il allait poursuivre Pascal Riché, l'auteur du scoop de Rue89, ainsi que Rue89, pour « diffamation » .
Reprise par le Washington Post , l'affaire a déclenché une polémique aux États-Unis, le Nixon Center et ABC News étant tous deux très bien considérés. En outre, elle conduit à s'interroger sur les liens entre les consultants, payés, et les médias. Mother Jones souligne ainsi que si Debat était payé en tant que consultant pour ABC, il écrivait aussi des articles dans le Blogger d'ABC, et était aussi cité comme source pour divers articles, effaçant ainsi la frontière entre une source (payée, de plus, ce qui contredit la déontologie journalistique) et un journaliste.
Associated Press l'avait cité en 2001 et en 2004. Debat avait aussi récemment affirmé, lors d'une conférence au National Interest, que le Pentagone avait un plan destiné à écraser en trois jours l'Iran, information reprise par le Sunday Times le 2 septembre 2007 et largement diffusée.

## Démentis du ministère et de l'AFP en 2002
Si Alexis Debat était très bien intégré à Washington (district de Columbia), des doutes existaient pourtant depuis un certain temps. Ainsi, en septembre 2002, à la suite d'un entretien dans Libération, le ministère de la Défense dément l'information présentant Debat comme fonctionnaire du ministère (démenti publié par Libération) . Le 6 septembre 2002, à la suite d'un article d'ABC News au sujet de Zacarias Moussaoui, Français accusé d'avoir participé aux attentats du 11 septembre 2001, où Alexis Debat se présente de nouveau comme membre du ministère de la Défense, l'AFP publie une dépêche dans laquelle ce ministère dément que cet homme cité comme source ait travaillé pour le gouvernement français.
En avril 2007, le Pakistan dément des informations fournies par Debat selon lesquelles les États-Unis et le Pakistan soutiendraient de manière clandestine le groupe Jundullah afin de déstabiliser l'Iran,.
En outre, Politique internationale avait décidé, à l'époque, de ne pas publier l'entretien avec Kofi Annan à la suite de protestations de son porte-parole, selon lesquelles cet entretien avait été monté de toutes pièces. Mais la revue continua néanmoins à publier d'autres entretiens de Debat, jusqu'en septembre 2007.

## L'enquête au sein d'ABC News
Selon ABC News, où Alexis Debat était sous la supervision de Brian Ross, une enquête aurait été déclenchée à son sujet en juin 2007 à la suite d'informations venues de l'ambassade de France. Pourtant, selon Rue89, ce ne serait pas l'ambassade qui aurait contacté ABC News, mais bien l'inverse . En mai 2007, un lanceur d'alerte au sein d'ABC News a entamé une enquête discrète au sujet de Debat. ABC News a ensuite publié un rectificatif confirmant les informations de Rue89. Selon eux, le lanceur d'alerte a mentionné un CV de Debat annoté par le ministère de la Défense, d'où leur erreur. Mais Rue89 a affirmé, à son tour, que le CV en question n'avait pas été annoté par le gouvernement français, mais par un chercheur interrogé par la RAND Corporation qui voulait embaucher Debat.
Rue89 s'interrogeait aussi sur le fait que la seconde enquête au sein d'ABC News au sujet d'Alexis Debat, déclenchée à la suite de l'article de Pascal Riché, soit placée sous la direction de Brian Ross, son supérieur hiérarchique direct. Selon ABC News, il a été cité comme expert en contre-terrorisme au sujet de Zacarias Moussaoui, des attentats de Londres du 7 juillet 2005 et de la traque de membres d'Al-Qaïda au Pakistan. ABC News a décidé d'envoyer un journaliste au Pakistan afin de vérifier le travail de Debat.
Enfin, selon Brian Ross, les informations de Debat publiées par ABC News selon lesquelles Oudaï Hussein, le fils de Saddam Hussein, aurait obligé deux étudiants français à avoir des relations sexuelles en public, ont été vérifiées  .
ABC affirme aussi qu'Alexis Debat les aurait prévenus que Matiur Rehman, suspecté d'activités terroristes, n'avait pas été arrêté au Pakistan, comme l'affirmait un article publié par ABC. Le lendemain de la publication de cet article, ABC l'a retiré parce que Rehman n'avait effectivement pas été arrêté. ABC News a néanmoins retiré de son site, le 14 septembre 2007, les articles de Debat.